# Hanover (Ontario)
Hanover es un pueblo canadiense situado en la provincia de Ontario.

## Superficie
Hanover tiene una superficie de 9,78 km².

## Demografía
En 2021, tenía 7967 habitantes, una densidad poblacional de 814,6 hab./km², y 3788 viviendas.